# Ludwig Michalek
Pour les articles homonymes, voir Michálek.
Ludwig Michalek, né le 13 avril 1859 à Timișoara et mort le 24 septembre 1942 à Vienne, est un peintre, dessinateur et graveur autrichien.

## Biographie
Ludwig Michalek naît le 13 avril 1859 à Timișoara, dans l'empire d'Autriche (aujourd'hui en Roumanie). Il est le fils d'un ingénieur ferroviaire. Après avoir fréquenté l'école secondaire de Brno, il entre à l'Académie des Beaux-Arts de Vienne en 1873. Là, il devient l'élève d'August Eisenmenger, Christian Griepenkerl et de Carl Wurzinger. En 1876, il poursuit ses études auprès du graveur Louis Jacoby. Après ses études, il devient assistant à l'école générale de peinture de l'Académie de Vienne de 1884 à 1887 pour le dessin de nus. De nombreux voyages d'études le conduise en Italie, en France, en Angleterre, en Hollande et en Allemagne.
Ludwig Michalek est l'un des fondateurs de la classe de gravure à l'école des beaux-arts pour femmes et jeunes filles de Vienne (de), où il dispense à partir de 1898 le cours principal de « Tête et nu » et d'autres cours de « Nu diurne et demi-nu » ainsi que d'« Études de la nature en vue de la préparation d'objectifs artistiques ». Pour l'année scolaire 1909/1910, le ministère du travail le nomme professeur à l'Institut d'enseignement et d'essai des arts graphiques (de). Il exerce cette fonction jusqu'en 1919/1920, tout en donnant parallèlement des cours secondaires de gravure à l'école d'art féminine.
Ludwig Michalek réalise de nombreuses séries de gravures au burin et à l'eau-forte, comme des compositeurs, des poètes, des chemins de fer alpins autrichiens, des paysages et des sujets techniques. Il réalise également des reproductions d'après des vieux maîtres. Parallèlement à ces travaux, il réalise un grand nombre de portraits, dont la plupart sont des dessins au pastel.
En 1888, il reçoit la Mention honorable au Salon de Paris, en 1896 la Médaille d'or à l'Exposition internationale d'art de Berlin et en 1936 la Médaille d'argent du jubilé de la Künstlerhaus à Vienne. En 1940, il reçoit la médaille Goethe pour l'art et la science.
Ludwig Michalek épouse la pianiste Lili Bailetti en 1883, le couple a deux filles. Il meurt le 24 septembre 1942 à Vienne. Son héritage artistique est mis en vente en décembre 1942 lors de la 480e vente aux enchères du Dorotheum à Vienne.
Une rue de Vienne est nommée en son honneur en 1943, la Michalekgasse à Ottakring.